# Archimista
Archimista è un applicativo open source per la descrizione di archivi storici e la realizzazione di inventari, censimenti e guide rivolta agli operatori e agli istituti archivistici. La necessità di creare Archimista è dovuta al superamento dei precedenti software regionali, Sesamo e Guarini, ormai obsoleti, e al bisogno di orientarsi verso una nuova idea di descrizione più aperta al mondo del web. 
L'applicazione è nata da un accordo di collaborazione sottoscritto nel 2010 tra Regione Lombardia, Regione Piemonte e Direzione Generale per gli Archivi. Nelle fasi iniziali il coordinamento è stato garantito dell'Università degli Studi di Pavia. Dal 2012 il soggetto coordinatore è il Politecnico di Milano.  I lavori sono giunti nel novembre 2015 al rilascio della versione 2.0.0. 

## Principali caratteristiche
La peculiarità che contraddistingue Archimista da altri software è la sua natura web based, caratteristica di forte impatto sull'organizzazione delle attività di schedatura e sul workflow: il lavoro può essere condiviso da più operatori in ogni sua fase e non solo a prodotto concluso. La prospettiva in cui Archimista si pone è inoltre decisamente quella dell'elaborazione di descrizioni archivistiche destinate, oltre che alla produzione di strumenti a stampa quali inventari e guide, alla fruizione in Internet all'interno di sistemi informativi.
Archimista si distingue dall'esperienza di Guarini e Sesamo anche per la presenza degli oggetti digitali, associabili a qualsiasi livello dei complessi archivistici, alle unità archivistiche, ai soggetti produttori, ai soggetti conservatori e alle fonti.
Archimista consente la creazione di banche dati di descrizione archivistiche secondo gli standard internazionali (ISAD, ISAAR) e nazionali (NIERA), la descrizione secondo standard nazionali e relativi vocabolari di fotografie, disegni e stampe,  la generazione di report, nei formati pdf e rtf, di inventari, censimenti e guide per la pubblicazione on line o su carta.
Archimista è rilasciata in due versioni in versione stand alone per il lavoro individuale in assenza di rete e in versione server per il lavoro su postazioni remote che consente l'intervento simultaneo di più operatori.
Funzioni e tracciati delle due versioni sono identici: i dati possono quindi essere esportati dall'una all'altra. Le descrizioni in Archimista server possono essere presentate on line con Archimista Web.
Archimista è un software libero: è lecito redistribuirlo o modificarlo secondo i termini della GNU General Public License come è pubblicata dalla Free Software Foundation.
Gli ultimi sviluppi riguarderanno l'internazionalizzazione dell'interfaccia (committente: SAME Deutz-Fahr) e il modulo di esportazione verso SAN (committente: Istituto Centrale per gli Archivi).